# Каньяда-дель-Табако
Каньяда-дель-Табако (исп. Cañada del Tabaco)  —   населённый пункт в Мексике, входит в штат Наярит. Население 1548 человек.